# Morten Klintø
Morten Klintø (født 24. juni 1967 i Esbjerg, død 7. marts 2016 i København) var en dansk digter.
Samme år som han tog sin studentereksamen fra Esbjerg Statsskole, i 1985, debuterede han i digtsamlingen Grønkorn - lyrik og prosa midtvejs i firserne, som Henrik List og Steen Piper stod bag, hvor også Pia Juul debuterede.
Debuten i bogform fik han med Blåt mærke, der udkom i 2000.
Han blev i 1998 cand.mag. i dansk og filosofi på et speciale om Peter Laugesens forfatterskab.
I 2002 blev han tildelt Peder Jensen Kjærgaard og Hustrus Legat.